# Olympische Sommerspiele 1928/Teilnehmer (Haiti)
| Gelbes Symbol für Goldmedaillen mit stilisierten Olympischen Ringen | Graues Symbol für Silbermedaillen mit stilisierten Olympischen Ringen | Braundes Symbol für Bronzemedaillen mit stilisierten Olympischen Ringen |
| ------------------------------------------------------------------- | --------------------------------------------------------------------- | ----------------------------------------------------------------------- |
| —                                                                   | 1                                                                     | —                                                                       |

Haiti nahm an den Olympischen Sommerspielen 1928 in Amsterdam, Niederlande, mit einer Delegation von zwei Sportlern (allesamt Männer) teil.

## Medaillengewinner

### Silber
| Name         | Sportart       | Wettkampf  |
| ------------ | -------------- | ---------- |
| Silvio Cator | Leichtathletik | Weitsprung |

## Teilnehmer nach Sportarten

### Leichtathletik
- André Théard
100 Meter: Viertelfinale
200 Meter: Vorläufe

- Silvio Cator
Weitsprung: Silber